# Acid Drinkers
Acid Drinkers – polski zespół muzyczny wykonujący szeroko pojętą muzykę heavymetalową. Powstał w 1986 roku w Poznaniu. Zespół tworzą basista i wokalista Tomasz „Titus” Pukacki, gitarzyści Dariusz „Popcorn” Popowicz i Robert „Litza” Friedrich oraz perkusista Maciej „Ślimak” Starosta.
Zespół zyskał popularność już za sprawą wydanego w 1990 roku debiutanckiego albumu pt. Are You a Rebel? Twórczość grupy stanowiła wówczas novum na krajowym rynku muzyki heavymetalowej. Nagrania z nurtu crossover thrash były oparte głównie na humorystycznych tekstach, co przyczyniło się do pozyskania szerszego grona odbiorców. Wkrótce potem kwartet podjął współpracę z menadżerką Katarzyną Kanclerz, związaną z Izabelin Studio. W efekcie grupa zaistniała w mediach pozabranżowych. W latach późniejszych twórczość zespołu ulegała nieznacznym zmianom stylistycznym zawierając m.in. wpływy groove metalu. Z kolei w tekstach wystąpiły także odniesienia do kwestii problemów społecznych.
Do 2014 roku grupa wydała czternaście albumów studyjnych oraz szereg pomniejszych wydawnictw pozytywnie ocenianych zarówno przez krytyków muzycznych, jak i publiczność. Formacja ośmiokrotnie otrzymała nagrodę polskiego przemysłu fonograficznego, Fryderyka. Była także wielokrotnie wyróżniona w plebiscytach branżowych czasopism Metal Hammer, Teraz Rock i Thrash’em All. Nazwa zespołu w wolnym tłumaczeniu z języka angielskiego oznacza „kwasożłopy” („acid” – „kwas” + „drinker” – „ktoś, kto pije”, „pijący”) – jest to slangowe określenie ludzi pijących tanie wina. Byli i obecni członkowie grupy utworzyli lub współtworzyli liczne zespoły i projekty poboczne, m.in. takie jak: NoNe, Lipali, Illusion, Armia, Turbo, Wolf Spider, Flapjack, Arka Noego, Guess Why, Albert Rosenfield, Creation of Death, Luxtorpeda, 2Tm2,3 czy Anti Tank Nun, Siq.

## Historia

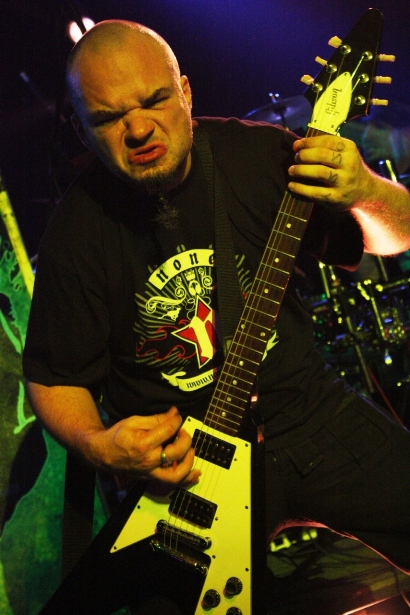
Dariusz „Popcorn” Popowicz podczas koncertu 19 września 2008 roku

Zespół powstał 21 września 1986 roku w Poznaniu z inicjatywy basisty i wokalisty Tomasza „Titusa” Pukackiego oraz gitarzysty Roberta „Litzy” Friedricha. Skład uzupełnili gitarzysta Dariusz „Popcorn” Popowicz oraz perkusista Piotr „Chomik” Kuik. Wkrótce potem Kuika zastąpił Maciej „Ślimak” Starosta. W październiku Pukacki został powołany do wojska. Natomiast Friedrich i Popowicz podjęli się reaktywacji zespołu Slavoy. Następnie związali się odpowiednio z zespołami Turbo oraz Wilczy Pająk (Wolf Spider). Po powrocie z wojska w 1988 roku, Pukacki bezskutecznie próbował reaktywować swój pierwszy zespół, Los Desperados. Po spotkaniu z Popowiczem zdecydował się na wznowienie działalności Acid Drinkers. Do zespołu trafił także Friedrich oraz Maciej „Ślimak” Starosta. Debiut sceniczny zespołu miał miejsce we Wrocławiu na Wyspie Słodowej, 26 sierpnia 1989 roku, natomiast 21 kwietnia 1990 roku po raz pierwszy wystąpił na katowickiej Metalmanii.
Debiutancki album zespołu zatytułowany Are You a Rebel? ukazał się 9 września 1990 roku nakładem wytwórni muzycznej Under One Flag. Drugi album pt. Dirty Money, Dirty Tricks został wydany w czerwcu 1991 roku. W kwietniu 1992 roku grupa odbyła trasę koncertową Rebel on the East Tour. Natomiast we wrześniu 1992 roku ukazał się trzeci album pt. Strip Tease. Z kolei w październiku odbyła się trasa Strip Tease Every Where Tour. W październiku 1993 roku został wydany czwarty album grupy pt. Vile Vicious Vision. W kwietniu 1994 operację serca przeszedł Litza, a jego miejsce podczas koncertów zajmował wówczas Paolo. W czerwcu 1994 roku ukazał się tribute album Fishdick. Na płycie znalazły się m.in. nagrania z repertuaru Deep Purple, Black Sabbath i Motörhead. Piąty album studyjny Acid Drinkers pt. Infernal Connection ukazał się w grudniu 1994 roku nakładem wytwórni muzycznej MegaCzad. W ramach promocji na przełomie maja i czerwca 1995 roku grupa odbyła Nuclear Mosher Tour '95 (supportem była formacja Dynamind). 22 kwietnia 1996 roku dzięki firmom Polton i Warner Music Poland ukazał się szósty album formacji zatytułowany The State of Mind Report. Nagrania były promowane podczas Trasy State of Mind Report. 
W czerwcu 1996 ukazała się książka o zespole Raport o Acid Drinkers autorstwa dziennikarza Leszka Gnoińskiego.
Kolejne występy odbyły się w 1997 roku podczas Blastery Nite Tour. 18 marca 1998 roku został wydany siódmy album zespołu pt. High Proof Cosmic Milk. Wydawnictwo ukazało się na mocy kontraktu z Metal Mind Productions. Natomiast we wrześniu ukazał się pierwszy album koncertowy Varran Strikes Back – Alive!!!. Na płycie znalazły się utwory zarejestrowane podczas Varran z Comodo Tour '98.

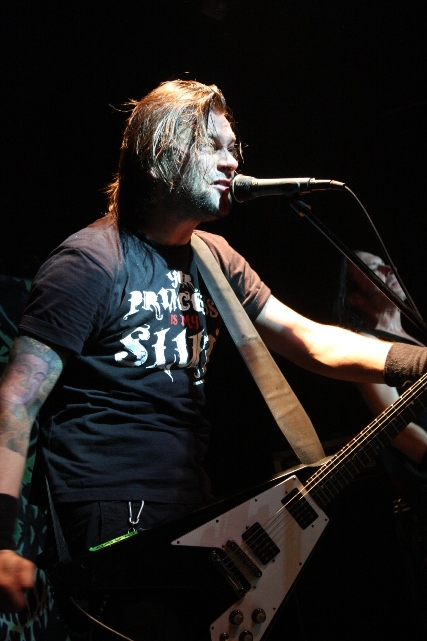
Aleksander „Olass” Mendyk podczas koncertu 19 września 2008 roku

Pod koniec 1998 roku Friedrich zdecydował się opuścić zespół. Zastąpił go śpiewający gitarzysta, lider zespołu Guess Why, Przemysław „Perła” Wejmann. 17 maja 1999 roku ukazał się ósmy album pt. Amazing Atomic Activity. Grupa dała także szereg koncertów podczas Amazing Atomic Activity Tour. 2 października 2000 roku został wydany dziewiąty album pt. Broken Head, promowany podczas Break Your Head Tour 2000. 13 maja 2002 roku ukazał się dziesiąty album Acid Drinkers zatytułowany Acidofilia. W ramach promocji płyty grupa dała szereg koncertów podczas Acidofilia Tour. Natomiast w listopadzie została wydana kompilacja Maximum Overload – Best Of. Na początku 2003 roku, Wejmann postanowił odejść z grupy, z powodu nieporozumień i odmiennych koncepcji co do przyszłości zespołu i jego muzyki. Nowym gitarzystą został lider formacji Illusion, Tomasz „Lipa” Lipnicki. Pod koniec roku zespół podpisał kontrakt z wytwórnią Sony Music. 24 marca 2004 roku ukazało się pierwsze wydawnictwo DVD w dorobku Acid Drinkers pt. 15 Screwed Years. Natomiast 24 maja został wydany jedenasty album pt. Rock Is Not Enough, promowany podczas Rock Is Not Enough Tour. Jeszcze w 2004 roku Lipnicki odszedł z zespołu. Stanowisko nowego gitarzysty objął Aleksander „Olass” Mendyk znany z występów w zespole None. W 2006 roku ukazało się drugie wydawnictwo DVD zespołu pt. The Hand That Rocks the Coffin. Na płycie znalazł się zapis koncertu na festiwalu Metalmania 2006 oraz film dokumentalny „W pogoni za Acid Drinkers” zrealizowany przez Grupę Fabryczna ART. Muzycy również aktywnie koncertowali podczas Killers on the Loose Tour. W grudniu 2007 roku zespół podpisał kontrakt z wytwórnią muzyczną Mystic Production.
7 lipca 2008 roku ukazał się dwunasty album formacji pt. Verses of Steel. Wydawnictwo było promowane w ramach trasy koncertowej Verses of Steel Tour. Równolegle ukazał się także piętnastopłytowy box Acid Empire Anthology 1989–2008. 30 listopada 2008 roku w Krakowie, z powodu niewydolności układu krążenia zmarł Aleksander Mendyk. Pierwszy koncert bez Mendyka zespół dał 13 grudnia 2008 roku w Hali Stulecia we Wrocławiu poprzedzając reaktywowaną formację Illusion. Podczas występu muzycy uczcili pamięć zmarłego m.in. wyświetlając wideoklip na jego temat. 9 maja 2009 roku do zespołu dołączył gitarzysta Wojciech „Jankiel” Moryto. W nowym składzie Acid Drinkers występował podczas 20 Absolutely Wired Years Tour. W kwietniu 2010 roku grupa podjęła pracę nad płytą roboczo zatytułowaną Fishdick 2. Ostatecznie zatytułowany album Fishdick Zwei – The Dick Is Rising Again został wydany 1 września. Na wydawnictwie znalazły się m.in. interpretacje z repertuaru takich zespołów jak: The Rolling Stones, Slayer i Metallica. Gościnnie w nagraniach wzięli m.in. wokalistka zespołu BiFF – Anna Brachaczek, akordeonista i wokalista Czesław Mozil oraz gitarzysta Wacław „Vogg” Kiełtyka. Nowa płyta była intensywnie promowana podczas My Name is Dick. Fish Dick Tour, która odbyła się na przełomie października i listopada.
9 października 2012 roku nakładem wytwórni Mystic Production ukazał się trzynasty studyjny album zespołu pt. La part du diable. Na płycie znalazło się 11 premierowych utworów. To pierwszy studyjny album, przy tworzeniu którego udział wziął gitarzysta grupy Wojciech „Yankiel” Moryto. Płyta zadebiutowała na 6. miejscu listy OLiS w Polsce. Album został zarejestrowany głównie w Perlazza Studio w Opalenicy, którego właścicielem jest były gitarzysta Acid Drinkers Przemysław „Perła” Wejmann. Za miksowanie odpowiadał Jacek Miłaszewski z Chimp Studio, który pracował także nad dwoma poprzednimi płytami zespołu. Autorką okładki była Aleksandra Spanowicz. Album promowała trasa koncertowa pod nazwą The Good, the Bad and the Diable.
5 października 2012 za pośrednictwem serwisu YouTube zaprezentowany został pierwszy singel z albumu pt. „Old Sparky”. Nazwa pochodzi od elektrycznego krzesła z więzienia stanowego na Florydzie. Inny z utworów, „Bundy’s DNA”, odnosi się do postaci skazanego na śmierć amerykańskiego seryjnego mordercy Teda Bundy’ego, który został stracony właśnie na krześle Old Sparky. Z kolei tekst utworu „Andrew’s Strategy” dotyczy Andersa Breivika, norweskiego terrorysty odpowiedzialnego za masakrę na wyspie Utøya. 16 października 2012 zespół umożliwił przedpremierowe odsłuchanie całego albumu na portalu interia.pl.
6 października 2014 roku również nakładem wytwórni Mystic Production światło dzienne ujrzał czternasty album studyjny „kwasożłopów” pt. 25 Cents for a Riff. Płyta zadebiutowała na 4. miejscu listy OLiS w Polsce. Album został zarejestrowany głównie w Perlazza Studio w Opalenicy, którego właścicielem jest były gitarzysta Acid Drinkers Przemysław „Perła” Wejmann. Autorem okładki jest polski grafik Jerzy Kurczak, który odpowiedzialny był także za stronę graficzną dwóch pierwszych płyt zespołu, Are You a Rebel? oraz Dirty Money, Dirty Tricks. 19 września na serwisie YouTube premierę miał pierwszy singiel, „Don’t Drink Evil Things”. Album promowała także trasa koncertowa pod nazwą 25 Upside Down, na której głównym supportem został wrocławski zespół Strain. Tytuł płyty istotnie odnosi się do dwudziestopięciolecia działalności tegoż poznańskiego zespołu.
23 września 2016 roku nakładem wytwórni Makumba Music wydany został piętnasty album studyjny Acidów pt. Peep Show (rozwijane jako Paralysing Expansive Energetic Power Show). Album został zarejestrowany głównie w Perlazza Studio w Opalenicy, którego właścicielem jest były gitarzysta Acid Drinkers Przemysław „Perła” Wejmann. Autorem okładki jest polski grafik Marcin Kulabko. Jest to pierwszy album Acid Drinkers, który został wydany przez wytwórnię Makumba Music, prowadzoną przez menadżera zespołu, Macieja „Maka” Makowicza. 2 września 2016 roku w Programie Trzecim Polskiego Radia premierę miał pierwszy singiel, „Become a Bitch”, który następnie został udostępniony także za pośrednictwem serwisu YouTube.
21 grudnia 2016 roku szeregi zespołu opuścił gitarzysta Wojciech „Jankiel” Moryto, który jednocześnie założył własny zespół – Department. 5 stycznia 2017 roku jego miejsce zajął Robert „Bobby” Zembrzycki, grający wcześniej w rodem z Sandomierza zespole Corruption. 24 października 2017 roku Zembrzyckiego zastąpił Łukasz „Dzwon” Cyndzer z mieloszowskiej kapeli Veal.
4 grudnia 2019 roku zespół ogłosił, iż na kilku nadchodzących koncertach zajętego problemami rodzinnymi wieloletniego gitarzystę Dariusza Popowicza zastąpi Hubert Więcek, znany z zespołu Decapitated. Choć zespół nie zawiesił działalności, ostatni jak dotąd koncert zespołu odbył się 29 sierpnia 2020 roku, a muzycy udzielają się w coverbandzie zespołu Motörhead, Orgasmatron, oraz w Truism.
W 2022 Titus przyznał, że grupa zawiesiła działalność, a w 2024 stwierdził, że jeśli miałoby dojść do odwieszenia, to w oryginalnym składzie. 13 września 2024 w Poznaniu formacja zaprezentowała krótki występ w pierwotnym składzie (Titus, Litza, Ślimak, Popcorn). W grudniu 2024 zapowiedziano występy zespołu w 2025 w oryginalnym składzie

## Muzycy
Obecny skład zespołu
- Tomasz „Titus” Pukacki – śpiew, gitara basowa (1986–)
- Dariusz „Popcorn” Popowicz – gitara (1986–)
- Maciej „Ślimak” Starosta – perkusja (1989–)
- Robert „Litza” Friedrich – gitara, śpiew (1986–1998, 2024-)

Byli członkowie
- Piotr „Chomik” Kuik – perkusja (1986)
- Maciej „Ślepy” Głuchowski – perkusja (1986)
- Przemysław „Perła” Wejmann – gitara, śpiew (1998–2003)
- Tomek „Lipa” Lipnicki – gitara, śpiew (2003–2004)
- Aleksander „Olass” Mendyk (zmarły) – gitara, śpiew (2004–2008)
- Wojciech „Jankiel” Moryto – gitara, śpiew (2009–2016)
- Łukasz "Dzwon" Cyndzer – gitara, śpiew (2017-2024)

Muzycy koncertowi
- Paweł „Paulo” Grzegorczyk – gitara (1994)
- Robert „Bobby” Zembrzycki – gitara (2017)
- Hubert Więcek – gitara (2019)

Oś czasu

## Dyskografia

### Albumy
| Are You a Rebel?            | - Data: 9 września 1990 - Wydawca: Under One Flag             | –  |
| Dirty Money, Dirty Tricks   | - Data: 17 czerwca 1991 - Wydawca: Under One Flag             | –  |
| Strip Tease                 | - Data: 14 września 1992 - Wydawca: Under One Flag            | –  |
| Vile Vicious Vision         | - Data: 10 października 1993 - Wydawca: Loud Out Records      | –  |
| Infernal Connection         | - Data: grudzień 1994 - Wydawca: MegaCzad                     | –  |
| The State of Mind Report    | - Data: 22 kwietnia 1996 - Wydawca: Polton                    | –  |
| High Proof Cosmic Milk      | - Data: 18 marca 1998 - Wydawca: Metal Mind Productions       | –  |
| Amazing Atomic Activity     | - Data: 17 maja 1999 - Wydawca: Metal Mind Productions        | –  |
| Broken Head                 | - Data: 2 października 2000 - Wydawca: Metal Mind Productions | 15 |
| Acidofilia                  | - Data: 13 maja 2002 - Wydawca: Sony Music                    | 25 |
| Rock Is Not Enough          | - Data: 24 maja 2004 - Wydawca: Sony Music                    | 16 |
| Verses of Steel             | - Data: 7 lipca 2008 - Wydawca: Mystic Production             | 9  |
| La part du diable           | - Data: 17 października 2012 - Wydawca: Mystic Production     | 6  |
| 25 Cents for a Riff         | - Data: 6 października 2014 - Wydawca: Mystic Production      | 4  |
| Peep Show                   | - Data: 23 września 2016 - Wydawca: Makumba Music             | 9  |
| „–” album nie był notowany. |                                                               |    |

### Tribute albumy
| Fishdick                                 | - Data: 6 czerwca 1994 - Wydawca: Loud Out Records   | – |
| Fishdick Zwei – The Dick Is Rising Again | - Data: 1 września 2010 - Wydawca: Mystic Production | 3 |
| Ladies and Gentlemen on Acid             | - Data: 13 grudnia 2019 - Wydawca: Makumba Music     | – |
| „–” album nie był notowany.              |                                                      |   |

### Single
| „3 Version 4 Yonash / Acid on the Dance Floor” | 1995 | –  | –  | –  | – | –                        |
| „Pump the Plastic Heart”                       | 1996 | –  | –  | 23 | – | The State of Mind Report |
| „Walkway to Heaven”                            | 1996 | –  | –  | –  | – | The State of Mind Report |
| „(I Can’t Get No) Satisfaction”                | 1998 | 16 | 27 | 11 | – | Amazing Atomic Activity  |
| „Don’t Drink Evil Things”                      | 2014 | 13 | –  | –  | 6 | 25 Cents for a Riff      |
| „–” singel nie był notowany.                   |      |    |    |    |   |                          |

#### Inne notowane utwory
| „Proud Mary”                | 1998 | 32 | 11 | 13 | High Proof Cosmic Milk                   |
| „Don’t Go Where I Sleep”    | 2000 | –  | 52 | –  | Broken Head                              |
| „Acidofilia”                | 2002 | –  | –  | 22 | Acidofilia                               |
| „E.E.G.O.O.”                | 2004 | –  | –  | 17 | Rock Is Not Enough                       |
| „Love Shack”                | 2010 | 1  | 8  | –  | Fishdick Zwei – The Dick Is Rising Again |
| „Hit the Road Jack”         | 2011 | 5  | –  | –  | Fishdick Zwei – The Dick Is Rising Again |
| „Nothing Else Matters”      | 2011 | –  | 7  | –  | Fishdick Zwei – The Dick Is Rising Again |
| „Et si tu n’existais pas”   | 2012 | 3  | 12 | –  | Fishdick Zwei – The Dick Is Rising Again |
| „25 Cents for a Riff”       | 2015 | 19 | –  | –  | 25 Cents for a Riff                      |
| „Madman’s Joint”            | 2015 | 24 | –  | –  | 25 Cents for a Riff                      |
| „My Soul’s Among the Lions” | 2015 | 26 | –  | –  | 25 Cents for a Riff                      |
| „Become a Bitch”            | 2016 | 5  | –  | –  | Peep Show                                |
| „–” utwór nie był notowany. |      |    |    |    |                                          |

### Kompilacje
| Tytuł                           | Dane dot. albumu                                          |
| ------------------------------- | --------------------------------------------------------- |
| Maximum Overload – Best Of      | - Data: 9 września 2002 - Wydawca: Metal Mind Productions |
| Acid Empire Anthology 1989–2008 | - Data: 7 lipca 2008 - Wydawca: Metal Mind Productions    |

### Albumy koncertowe
| Varran Strikes Back – Alive!!!                | - Data: 14 września 1998 - Wydawca: Metal Mind Productions | –  |
| Pol’and’Rock 2019 / Przystanek Woodstock 2014 | - Data: 9 lipca 2021 - Wydawca: Mystic Production          | 36 |
| „–” album nie był notowany.                   |                                                            |    |

### Inne
| Tytuł                                       | Rok  | Uwagi                                          |
| ------------------------------------------- | ---- | ---------------------------------------------- |
| Małgorzata Ostrowska – Małgorzata Ostrowska | 1993 | „Polowania, polowania”, „Kobra w mojej głowie” |
| Być wolnym                                  | 1997 | „Blustery Nite Tour”                           |
| Poniedziałek (ścieżka dźwiękowa)            | 1999 | „Dementia Blvd”                                |
| Big Love (ścieżka dźwiękowa)                | 2012 | „Solid Rock”                                   |

## Wideografia
| Tytuł                          | Dane dot. albumu                                          |
| ------------------------------ | --------------------------------------------------------- |
| 15 Screwed Years               | - Data: 29 marca 2004 - Wydawca: Metal Mind Productions   |
| The Hand That Rocks the Coffin | - Data: 5 sierpnia 2006 - Wydawca: Metal Mind Productions |

## Teledyski
| Tytuł                                               | Rok  | Reżyseria                   | Album                                    |
| --------------------------------------------------- | ---- | --------------------------- | ---------------------------------------- |
| „Menel Song / Always Look...” (cover Monty Pythona) | 1992 | –                           | Strip Tease                              |
| „Zero”                                              | 1993 | –                           | Vile Vicious Vision                      |
| „Midnight Visitor”                                  | 1993 | –                           | Vile Vicious Vision                      |
| „Pizza Driver”                                      | 1993 | –                           | Vile Vicious Vision                      |
| „Track Time 66.6”                                   | 1994 | –                           | Infernal Connection                      |
| „2B1”                                               | 1996 | –                           | The State of Mind Report                 |
| „High Proof Cosmic Milk”                            | 1998 | –                           | High Proof Cosmic Milk                   |
| „Sad Like a Coal Check”                             | 1998 | Łukasz Jankowski            | High Proof Cosmic Milk                   |
| „Proud Mary” (cover Creedence Clearwater Revival)   | 1998 | Łukasz Jankowski            | High Proof Cosmic Milk                   |
| „Satisfaction” (cover The Rolling Stones)           | 1999 | Łukasz Jankowski            | Amazing Atomic Activity                  |
| „Don’t Go to Where I Sleep”                         | 2000 | Łukasz Jankowski            | Broken Head                              |
| „Disease Foundation”                                | 2002 | –                           | Acidofilia                               |
| „Acidofilia”                                        | 2002 | –                           | Acidofilia                               |
| „Hate Unlimited”                                    | 2004 | Łukasz Jankowski            | Rock Is Not Enough                       |
| „E.E.G.O.O.”                                        | 2004 | Łukasz Jankowski            | Rock Is Not Enough                       |
| „Swallow the Needle”                                | 2008 | CVK Studio Filmowe          | Verses of Steel                          |
| „Blues Beatdown (In Memory of Olass)”               | 2008 | Gunn, Wicek, Krzyk, Blonson | Verses of Steel                          |
| „Love Shack” (cover The B-52’s)                     | 2010 | TakeOne Studio              | Fishdick Zwei – The Dick Is Rising Again |
| „Hit the Road Jack” (cover Raya Charlesa)           | 2011 | TakeOne Studio              | Fishdick Zwei – The Dick Is Rising Again |
| „Old Sparky”                                        | 2012 | TakeOne Studio              | La Part Du Diable                        |
| „The Trick”                                         | 2013 | Kamil Wójcik                | La Part Du Diable                        |
| „Don’t Drink Evil Things”                           | 2014 | Marcin Pawełczak            | 25 Cents for a Riff                      |
| „Me”                                                | 2016 | Kamil Wójcik                | 25 Cents for a Riff                      |
| „Become a Bitch”                                    | 2016 | Mateusz Winkiel             | PEEP Show                                |
| „What a Wonderful World” (cover Louisa Armstronga)  | 2018 | –                           | –                                        |

## Nagrody i wyróżnienia
| Rok  | Kategoria                                                                    | Nagroda                       | Nota       | Źródło |
| ---- | ---------------------------------------------------------------------------- | ----------------------------- | ---------- | ------ |
| 1991 | Album roku (Are You a Rebel?)                                                | Plebiscyt Thrash’em All, 1990 | 4. miejsce | [ 55 ] |
| 1991 | Gitarzysta roku (Dariusz „Popcorn” Popowicz)                                 | Plebiscyt Thrash’em All, 1990 | 9. miejsce | [ 55 ] |
| 1991 | Wokalista roku (Tomasz „Titus” Pukacki)                                      | Plebiscyt Thrash’em All, 1990 | 1. miejsce | [ 55 ] |
| 1991 | Basista roku (Tomasz „Titus” Pukacki)                                        | Plebiscyt Thrash’em All, 1990 | 2. miejsce | [ 55 ] |
| 1991 | Perkusista roku (Maciej „Ślimak” Starosta)                                   | Plebiscyt Thrash’em All, 1990 | 9. miejsce | [ 55 ] |
| 1991 | Zespół roku                                                                  | Plebiscyt Thrash’em All, 1990 | 1. miejsce | [ 55 ] |
| 1992 | Zespół roku                                                                  | Plebiscyt Thrash’em All, 1991 | 9. miejsce | [ 56 ] |
| 1992 | Gitarzysta roku (Dariusz „Popcorn” Popowicz)                                 | Plebiscyt Thrash’em All, 1991 | 5. miejsce | [ 56 ] |
| 1992 | Basista roku (Tomasz „Titus” Pukacki)                                        | Plebiscyt Thrash’em All, 1991 | 2. miejsce | [ 56 ] |
| 1994 | Najlepszy zespół                                                             | Fryderyk                      | Nominacja  | [ 57 ] |
| 1996 | Album roku rock (The State of Mind Report)                                   | Fryderyk                      | Nominacja  | [ 58 ] |
| 1998 | Album roku hard & heavy (High Proof Cosmic Milk)                             | Fryderyk                      | Nagroda    | [ 59 ] |
| 1999 | Album roku hard & heavy (Amazing Atomic Activity)                            | Fryderyk                      | Nominacja  | [ 60 ] |
| 2000 | Album roku hard & heavy (Broken Head)                                        | Fryderyk                      | Nagroda    | [ 61 ] |
| 2002 | Album roku – heavy metal (Acidofilia)                                        | Fryderyk                      | Nominacja  | [ 62 ] |
| 2004 | Album roku heavy metal (Rock Is Not Enough)                                  | Fryderyk                      | Nagroda    | [ 63 ] |
| 2006 | Najlepszy instrumentalista (Tomasz „Titus” Pukacki)                          | Plebiscyt Teraz Rock, 2005    | 2. miejsce | [ 64 ] |
| 2006 | Najlepszy instrumentalista (Dariusz „Popcorn” Popowicz)                      | Plebiscyt Teraz Rock, 2005    | 5. miejsce | [ 64 ] |
| 2009 | Kompozytor Roku                                                              | Fryderyk                      | Nominacja  | [ 65 ] |
| 2009 | Produkcja Muzyczna Roku (Verses of Steel)                                    | Fryderyk                      | Nominacja  | [ 65 ] |
| 2009 | Album Roku HEAVY METAL (Verses of Steel)                                     | Fryderyk                      | Nagroda    | [ 66 ] |
| 2011 | Najlepszy teledysk („Love Shack”)                                            | Plebiscyt Teraz Rock, 2010    | 1. miejsce | [ 67 ] |
| 2011 | Najlepszy zespół                                                             | Plebiscyt Teraz Rock, 2010    | 3. miejsce | [ 67 ] |
| 2011 | Najlepsza płyta (Fishdick Zwei – The Dick Is Rising Again)                   | Plebiscyt Teraz Rock, 2010    | 2. miejsce | [ 67 ] |
| 2011 | Najlepszy przebój („Love Shack”)                                             | Plebiscyt Teraz Rock, 2010    | 2. miejsce | [ 67 ] |
| 2011 | Zespół wszech czasów                                                         | Plebiscyt Teraz Rock, 2010    | 9. miejsce | [ 67 ] |
| 2011 | Najlepszy wokalista (Tomasz „Titus” Pukacki)                                 | Plebiscyt Teraz Rock, 2010    | 3. miejsce | [ 67 ] |
| 2011 | Najlepszy instrumentalista (Dariusz „Popcorn” Popowicz)                      | Plebiscyt Teraz Rock, 2010    | 6. miejsce | [ 67 ] |
| 2011 | Album roku metal (Fishdick Zwei – The Dick Is Rising Again)                  | Fryderyk                      | Nagroda    | [ 68 ] |
| 2011 | Najlepsza oprawa graficzna albumu (Fishdick Zwei – The Dick Is Rising Again) | Fryderyk                      | Nagroda    | [ 68 ] |
| 2011 | Produkcja muzyczna roku (Maciej Starosta)                                    | Fryderyk                      | Nominacja  | [ 69 ] |
| 2011 | Grupa roku                                                                   | Fryderyk                      | Nagroda    | [ 68 ] |
| 2011 | Teledysk roku („Love Shack”)                                                 | Fryderyk                      | Nominacja  | [ 69 ] |
| 2011 | Piosenka roku („Love Shack”)                                                 | Fryderyk                      | Nagroda    | [ 68 ] |
| 2011 | Super zespół                                                                 | Superjedynki                  | Nominacja  | [ 70 ] |
| 2012 | Wideoklip roku („Hit the Road Jack”)                                         | Fryderyk                      | Nominacja  | [ 71 ] |
| 2012 | Najlepsza płyta w historii polskiego metalu (Infernal Connection)            | Plebiscyt Machiny, 2012       | 1. miejsce | [ 72 ] |
| 2012 | Płyta roku (La part du diable)                                               | Plebiscyt Rockmetal.pl        | 5. miejsce | [ 73 ] |
| 2015 | Wokalista roku 2014 (Tomasz „Titus” Pukacki)                                 | Plebiscyt Teraz Rock, 2014    | 3. miejsce | [ 74 ] |
| 2015 | Zespół roku                                                                  | Plebiscyt Teraz Rock, 2014    | 3. miejsce | [ 74 ] |
| 2015 | Płyta roku (25 Cents for a Riff)                                             | Plebiscyt Teraz Rock, 2014    | 3. miejsce | [ 74 ] |
| 2015 | Płyta wszech czasów (Infernal Connection)                                    | Plebiscyt Teraz Rock, 2014    | 1. miejsce | [ 74 ] |
| 2015 | Artysta/zespół wszech czasów                                                 | Plebiscyt Teraz Rock, 2014    | 4. miejsce | [ 74 ] |
| 2015 | Koncert polskiego wykonawcy (Acid Drinkers na Luxfeście)                     | Plebiscyt Teraz Rock, 2014    | 2. miejsce | [ 74 ] |
| 2015 | Koncert polskiego wykonawcy (Acid Drinkers na Przystanku Woodstock)          | Plebiscyt Teraz Rock, 2014    | 3. miejsce | [ 74 ] |
| 2015 | Przebój roku („Don’t Drink Evil Things”)                                     | Plebiscyt Teraz Rock, 2014    | 1. miejsce | [ 74 ] |
| 2017 | Zespół roku                                                                  | Plebiscyt Teraz Rock, 2016    | 4. miejsce | [ 75 ] |
| 2017 | Płyta roku (Peep Show)                                                       | Plebiscyt Teraz Rock, 2016    | 5. miejsce | [ 75 ] |
| 2021 | Album roku rock (Ladies and Gentlemen on Acid)                               | Fryderyk                      | Nominacja  | [ 76 ] |